# Nelson Fausto
Nelson Fausto (* 13. Dezember 1936 in São Paulo, Brasilien; † 2. April 2012 in Seattle, Washington, Vereinigte Staaten) war ein brasilianisch-US-amerikanischer Pathologe und Vorsitzender (Chair) der Pathologie an der University of Washington. Er war einer der Herausgeber von Pathologic Basis of Disease, einem Standardwerk der Pathologie.

## Leben
Fausto absolvierte das Rio-Branco-College in São Paulo und studierte an der Universität São Paulo Medizin, wo er auch den Grad eines Dr. med. erwarb. Nach Praktikum und Fellowship wurde er zum Mitglied der medizinischen Fakultät gewählt. Bald darauf wanderte Fausto aus Brasilien in die Vereinigten Staaten aus, wo er an der University of Wisconsin–Madison ein Fellowship absolvierte und anschließend in die medizinische Fakultät gewählt wurde. Nach fünf Jahren wechselte er als Assistenzprofessor für Pathologie an die Brown University. An der Brown University war er unter anderem Vorsitzender des Programms für Krebsbiologie und später Gründungsvorsitzender des Departements für Pathologie.
1994 wechselte Fausto an die University of Washington, wo er bis zu seinem Tod als Vorsitzender des Departements für Pathologie tätig war. Unter seinem Vorsitz vergrößerte sich das Departement kontinuierlich und wurde schließlich zur finanziell am meisten von den National Institutes of Health unterstützten pathologischen Forschungseinrichtung der USA.

## Forschung
Faustos eigenes Forschungsinteresse galt der Hepatologie, besonders der Entwicklung und Regeneration der Leber, ihren Stammzellen, Leberkrebs und dem Hepatitis-C-Virus. Für seine Forschungen wurde er vielfach ausgezeichnet.
Nelson Fausto war mit der US-Amerikanerin Ann De Lacey verheiratet. Die Ehe blieb kinderlos. Er starb am 2. April 2012 in Seattle an Multiplem Myelom.